# فریده گلبو
فریده گلبو (زادهٔ ۱۳۲۹) داستان‌نویس و پژوهشگر ایرانی‌ست.

## زندگی
فریده گلبو، متولد ۱۳۲۹ است. او از سنین نوجوانی فعالیت خود در عرصه روزنامه‌نگاری را با مجله فردوسی به سردبیری محمود عنایت آغاز کرد. گلبو در این دوره به تلخیص رمان‌های نویسندگان سرشناسی همچون جک لندن و انوره بالزاک پرداخت. او نخستین رمان خود یعنی جاده کور را قبل از ۲۰ سالگی تألیف کرد؛ رمانی که در واقع یک سه‌گانه بود و انتشارات امیرکبیر آن را به چاپ رساند. پس از آن گلبو در رشته روزنامه‌گاری دانشگاه تهران شروع به تحصیل کرد و سال‌های بسیاری را در کسوت معلم در دبیرستان‌های تهران به تدریس ادبیات فارسی گذراند. در آن زمان دو کتاب ماسوله و ابیانه و همچنین کتاب آموزشی رسانه‌های گروهی را تألیف کرد. او در دهه ۱۳۷۰ و پس از چندین سال فعالیت در عرصه روزنامه‌نگاری شروع به تألیف رمان و به نثر درآوردن آثاری همچون لیلی و مجنون، خسرو و شیرین، هفت پیکر و ویس و رامین نظامی کرد. فعالیت‌های گلبو در عرصه داستان‌نویسی با این اتفاق‌ها نیز همراه بوده‌است؛ کسب جایزه قلم زرین برای کتاب حکایت روزگار، ترجمه کتاب دو غریب به زبان انگلیسی، اقتباس فیلم شیرین ساخته عباس کیارستمی از کتاب خسرو و شیرین و همچنین فیلم نیمه پنهان تهیمنه میلانی از کتاب بعد از عشق. او همسر پرویز کردوانی است.

## آثار
- «جاده کور»، ناشر: امیرکبیر، ۱۳۴۳
- «حکایت روزگار» (برندهٔ جایزهٔ قلم زرین)[۲]
- هفت پیکر، ناشر: ایرانشناسی، ۱۳۹۴ (مورد تقدیر مایکل بری)[۳]
- دو غریب، ناشر: روشنگران و مطالعات زنان، ۱۳۸۳ (به انگلیسی ترجمه شده‌است)[۴]
- «تجربهٔ چهارم»، ناشر: علم، ۱۳۸۰[۵]
- خسرو و شیرین، داستانی بر اساس منظومهٔ نظامی گنجوی، ناشر: روشنگران و مطالعات زنان، ۱۳۸۳ (فیلم «شیرین» عباس کیارستمی اقتباسی است از این کتاب)
- جادو، ناشر: علم، ۱۳۸۱
- کنتس سلما، ناشر: علم، ۱۳۸۲
- بعد از عشق، ناشر: روشنگران و مطالعات زنان، ۱۳۸۳ (فیلم «نیمه پنهان» تهمینه میلانی اقتباسی است از این کتاب)
- میراث تاجماه، ناشر: علم، ۱۳۸۳
- توران و تندیس و تن، ناشر: علم، ۱۳۸۴
- آوای مقدس و دختر خیاط، ناشر: علم، ۱۳۸۶
- لایه‌های ذهن، جوردی سییرراای فابرا، شهلا شمسائی‌فر (مترجم)، فریده گلبو (ویراستار)، ناشر: کتابسرا، ۱۳۸۶
- نگاهی به ابیانه، ناشر: ایران‌شناسی، ۱۳۸۸
- ویس و رامین، ناشر:ایران‌شناسی، ۱۳۸۸
- لیلی و مجنون: داستانی براساس منظومهٔ نظامی گنجوی، ناشر: جرس